# Albatros D.II
Albatros D.II – niemiecki samolot myśliwski z okresu I wojny światowej. Był ulepszoną wersją samolotu Albatros D.I, do którego wprowadzono zmiany mające na celu m.in. poprawienie widoczności z kabiny pilota (w tym celu obniżono górny płat, przysuwając go bliżej kadłuba). Samolot wyposażony był w sześciocylindrowy, chłodzony wodą silnik Mercedes D.III o mocy 160 KM i wyposażony w dwa synchronizowane karabiny maszynowe lMG 08.

Silnik Mercedes D.IIIa eksponowany w MLP w Krakowie

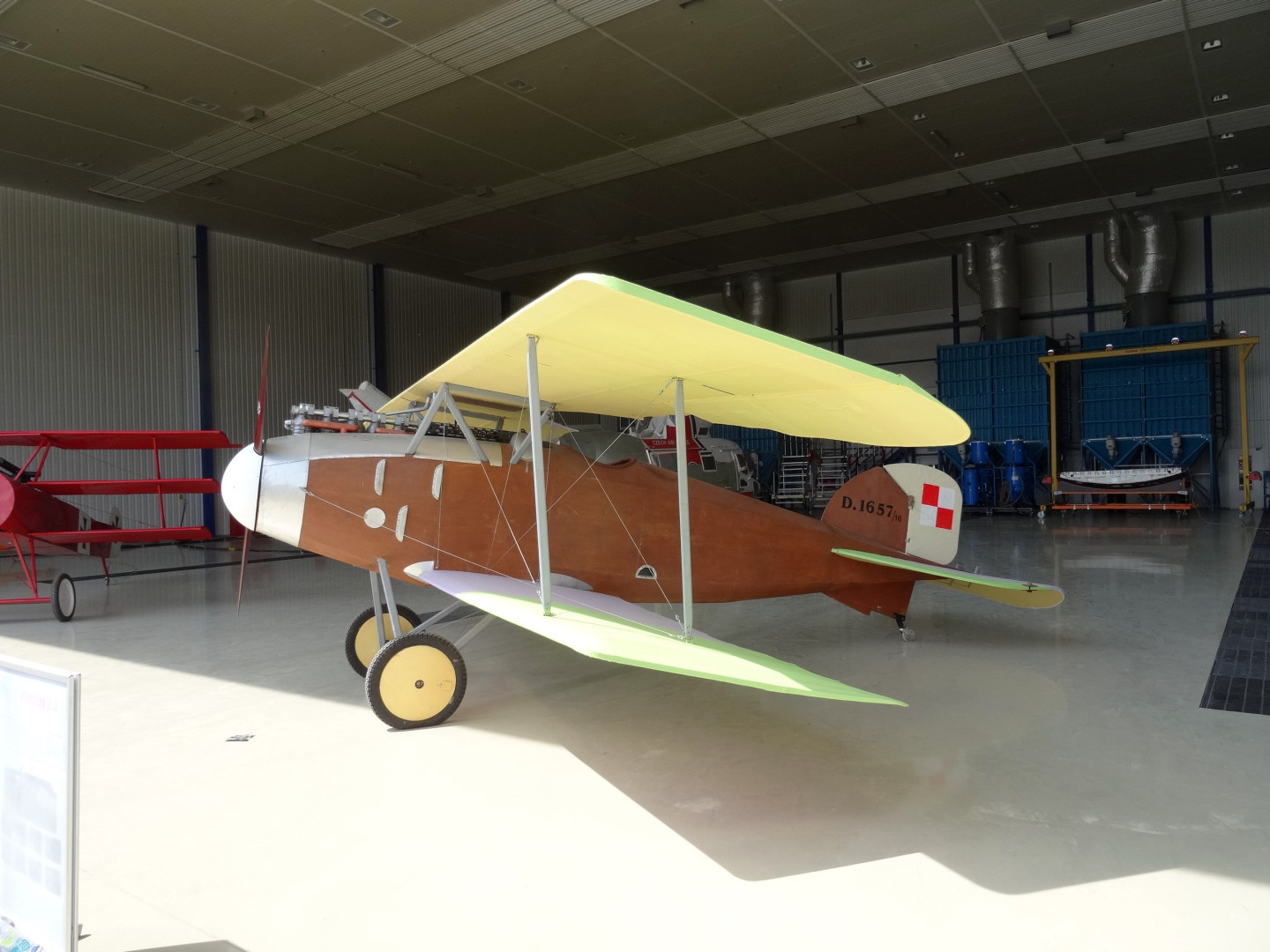
Replika Albatrosa D.II w polskich barwach

W sierpniu 1916 r. zamówiono pierwsze 100 egzemplarzy samolotu. Wkrótce wszedł on do służby bojowej. Z samolotów tych uformowano po raz pierwszy w niemieckim lotnictwie wyspecjalizowane eskadry myśliwskie, zapewniające większą skuteczność podczas walk. Podobne eskadry istniały w lotnictwie alianckim (francuskim i brytyjskim) już od 1915 r. Dowódcą eskadry Jagdstaffel 2 (w skrócie Jasta 2) został we wrześniu 1916 roku Oswald Boelcke, jeden z niemieckich asów myśliwskich I wojny światowej. W eskadrze latali m.in.: Manfred von Richthofen (późniejszy czołowy as niemiecki), Erwin Böhme i Hans Reimann. Podczas pierwszego miesiąca działalności w Jasta 2, do końca września Boelcke zestrzelił 11 brytyjskich samolotów, latając przez krótki czas na dwupłatowych myśliwcach Fokker D.III, a od 17 września na Albatros D.II.
Albatros D.II był produkowany na licencji w zakładach LVG oraz austro-węgierskich Oeffag i używany w austro-węgierskich siłach powietrznych. Austro-węgierskie wersje Albatrosa D.II wyposażone były w mocniejszy silnik Austro-Daimler o mocy 185 KM. Pojedynczych egzemplarzy używało także Wojsko Polskie w dwudziestoleciu międzywojennym.

## Opis konstrukcji
Konstrukcja półskorupowa, drewniana; płaty prostokątne, drewniane, kryte płótnem.